# Vincenzo Gamba
Vincenzo Gamba (Pàdua, 1606 – Florència, 1649) fou el tercer i últim fill de Galileo Galilei i Marina Gamba. Va començar a fabricar un rellotge, però va morir abans d'acabar-lo. Estava interessat en la mecànica i és autor de poemes d'amor.